# Маллаев, Салим
Салим Маллаев — советский хозяйственный и государственный деятель, лауреат Государственной премии СССР за выдающиеся достижения в труде.

## Биография
Родился в 1946 году на территории современного Пастдаргомского района Самаркандской области. Член КПСС.
Окончил Самаркандский сельскохозяйственный институт.
В 1964-1991 годах — хлопкороб, бригадир хлопководческой бригады колхоза «Ленинабад» Пастдаргомского района Самаркандской области Узбекской ССР.
За годы одиннадцатой пятилетки добился среднегодовой урожайности хлопчатника в 51 ц/га на площади в 80 га, сверх плана государству было сдано 518 тонн хлопка.
За обеспечение устойчивого роста производства сахарной свёклы, картофеля, овощных, технических и других с/х культур на основе внедрения прогрессивных технологий и повышения производительности труда был в составе коллектива удостоен Государственной премии СССР за выдающиеся достижения в труде 1984 года.
Жил в Самаркандской области Узбекистана.

## Награды
- Орден Трудовой Славы II степени
- Орден Трудовой Славы III степени